# گورنگا سیپویا
گورنگا سیپویا (به صربی: Gornja Sipulja) یک منطقهٔ مسکونی در صربستان است که در لوزنیسا واقع شده‌است. گورنگا سیپویا ۲۵۰ نفر جمعیت دارد.